# Evangelische Stadtkirche Wangen im Allgäu

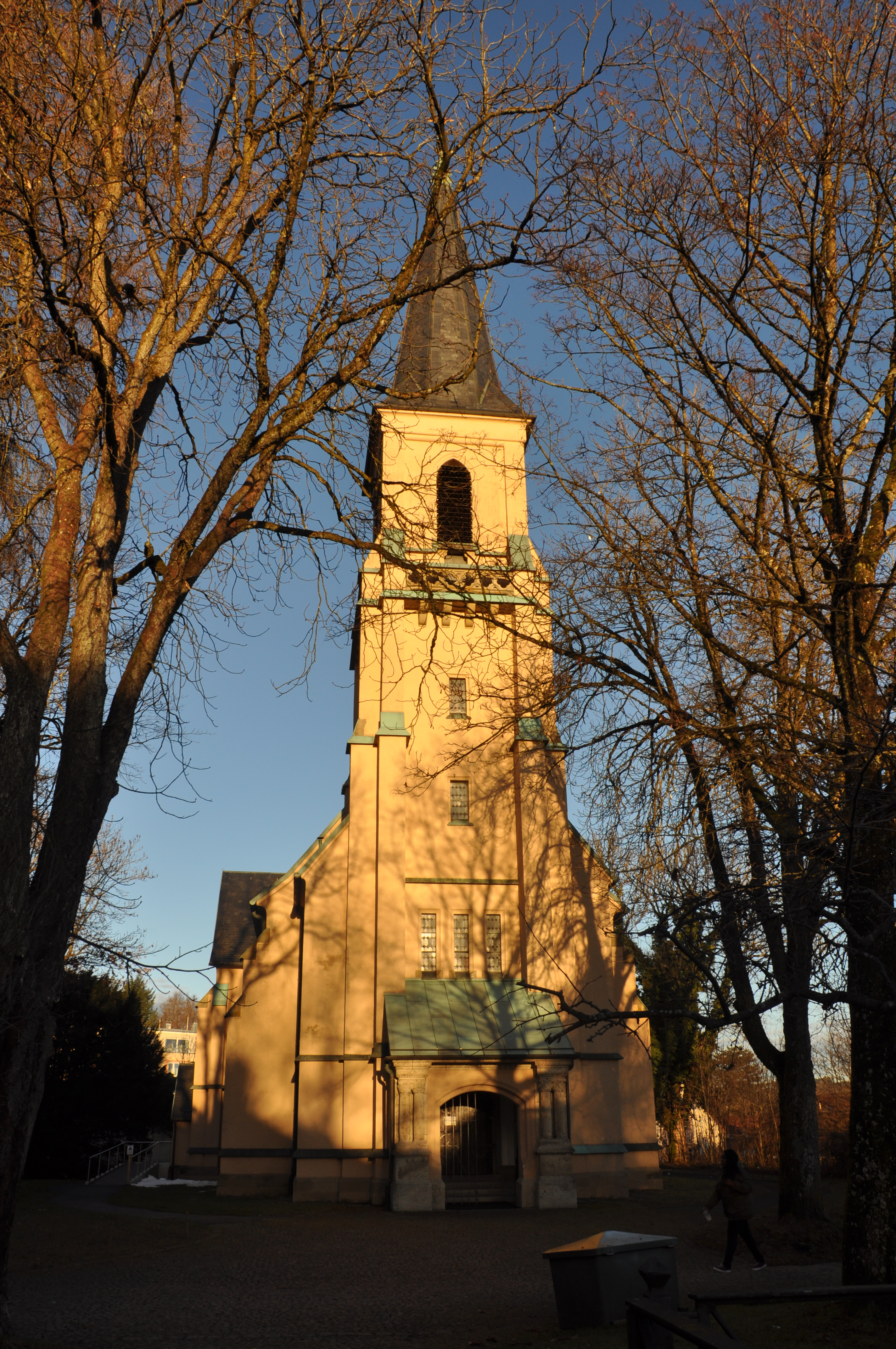

Die Stadtkirche war die erste und ist die größte evangelische Kirche in der Stadt Wangen im Allgäu. Sie wurde im Stile der Neugotik ab 1890 gebaut und 1893 im Beisein von König Wilhelm II. eingeweiht.

## Lage
Die Kirche liegt am Bahnhofsplatz zwischen dem Bahnhof und der Gegenbaurstraße, hinter welcher die Altstadt beginnt. Zur Gegenbaurstraße führt ein Fußweg den Hügel hinab.

## Geschichte

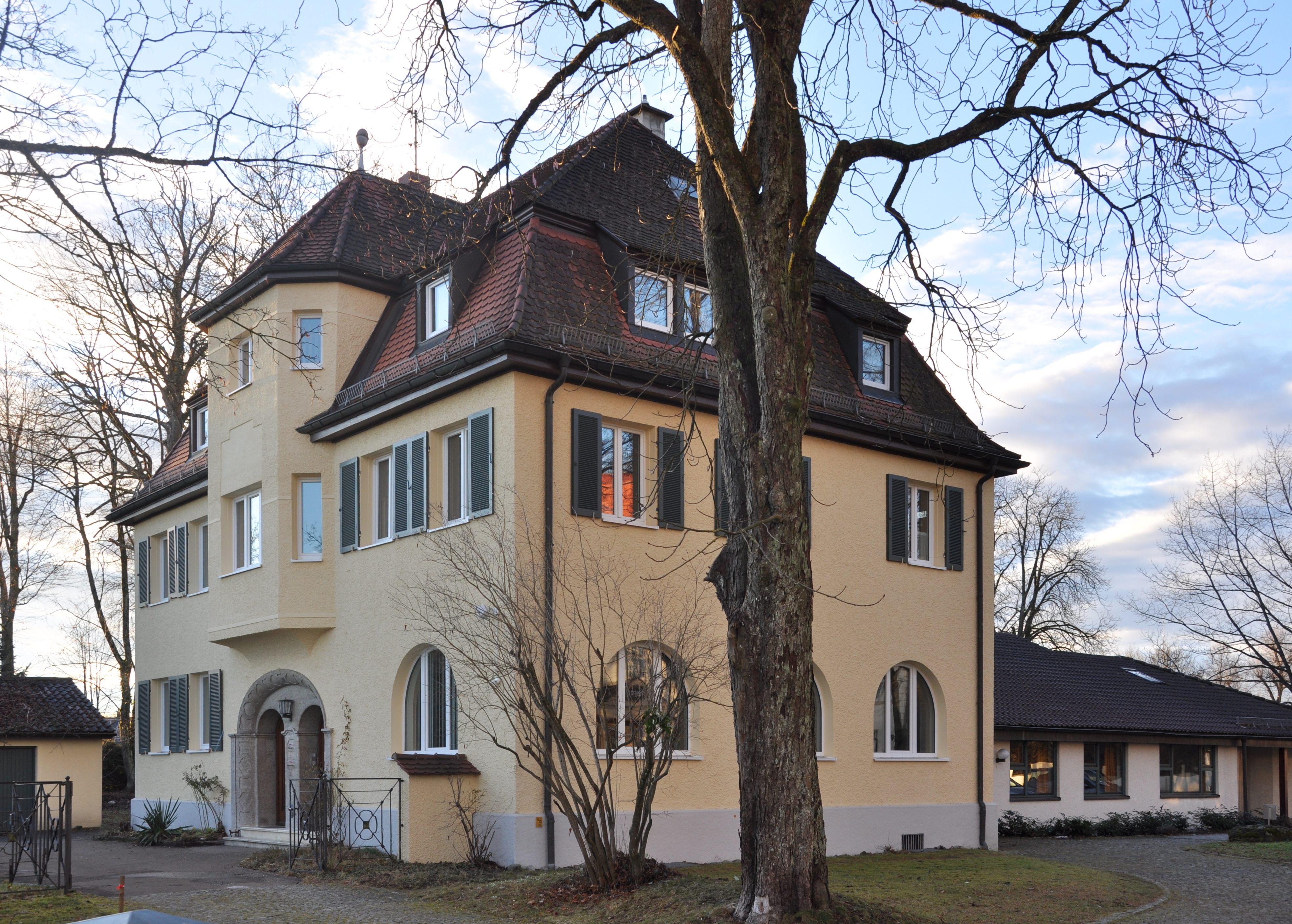
Pfarrhaus, rechts der Gemeindehaus-Anbau

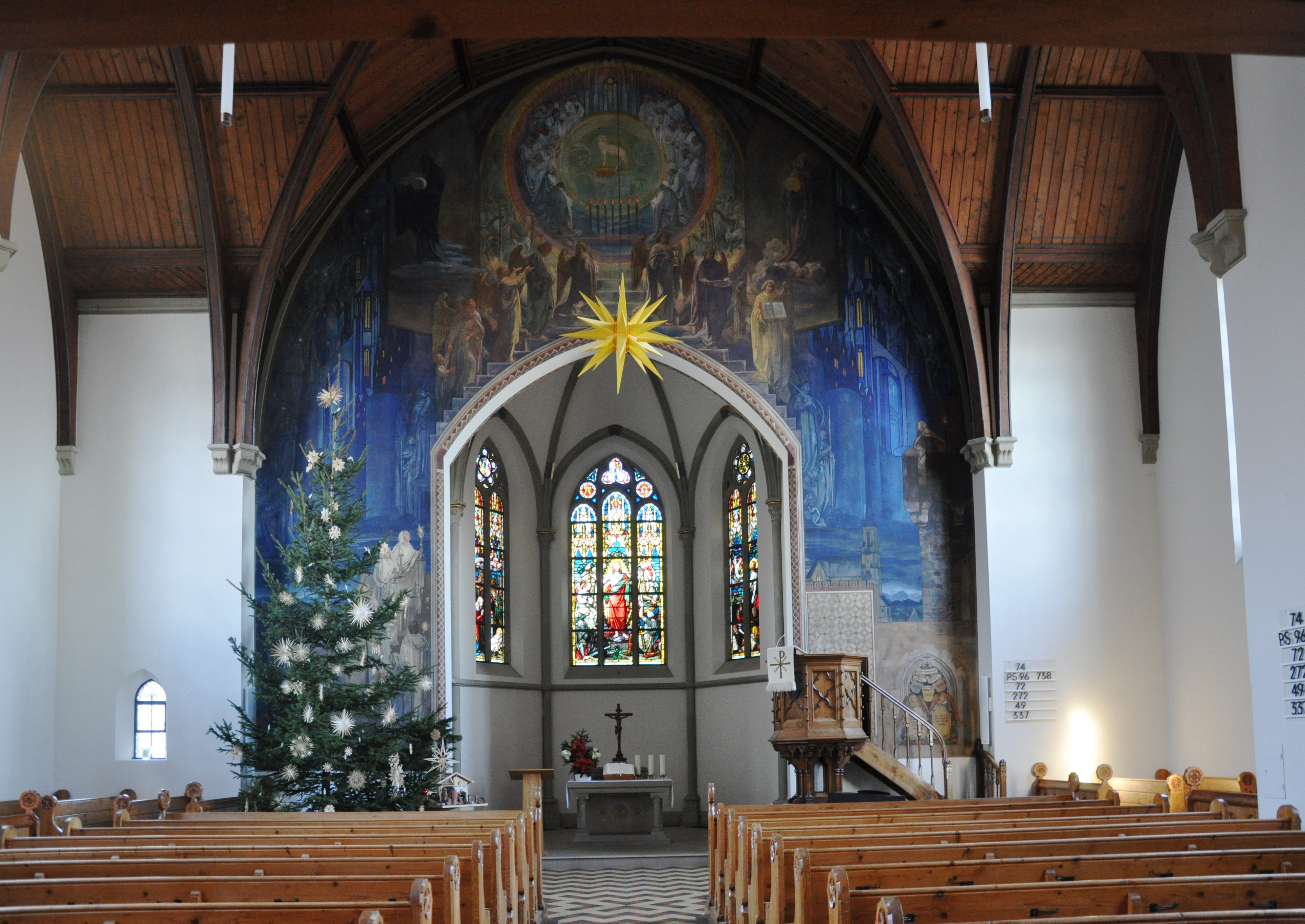
Blick zum Chorbogen

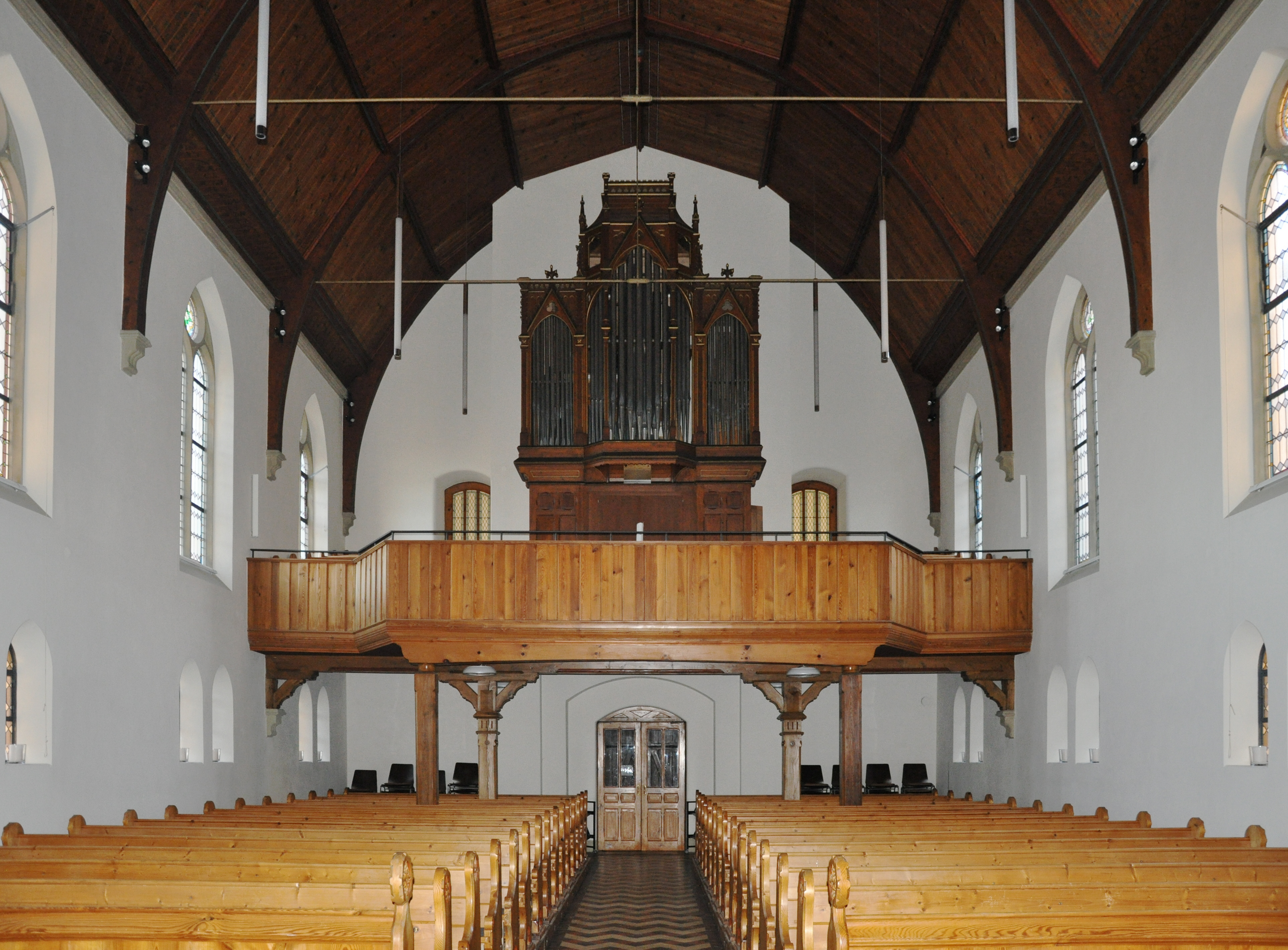
Blick zur Empore

### Vorgeschichte
Bis 1802 war Wangen eine rein katholische Reichsstadt. Nach der Angliederung an das Herzogtum Bayern (ab 1806 Königreich) in diesem Jahre wäre ein Zuzug Evangelischer rechtlich möglich gewesen. Tatsächlich kam es nach dem Anschluss zum Königreich Württemberg 1810 zu einzelnen Zuzügen, vor allem von Beamtenfamilien aus Altwürttemberg. Evangelische Gottesdienste, geleitet von Isnyer Pfarrern, fanden ab 1824 in der katholischen Martinskirche und der heute nicht mehr bestehenden Kirche des Kapuzinerklosters statt. 1834 gab es 77 Evangelische, 1846 204, 1883 500. Ab 1835 gestattete König Wilhelm I. jedes Jahr acht Gottesdienste, dann jeden Monat einen. 1850 wurde eine ständige Pfarrverweserei mit regelmäßigen sonntäglichen Gottesdiensten eingerichtet, und dazu gab es jetzt einen eigenen Seelsorger. Als Raum wurde 1851 mit Unterstützung des Gustav-Adolf-Vereins, wie bereits zuvor, ein Teil des früheren Kapuzinerklosters gekauft, in dem ein 1853 vom Generalsuperintendenten Albert von Hauber geweihter Betsaal eingerichtet wurde. Ebenfalls im einstigen Kloster gab es ab 1880 eine Schule. Diese Gebäudeanlagen wurden aufgrund der steigenden Anzahl von Gemeindegliedern zu klein, sodass Pfarrverweser Elsässer einen Kirchenbau beantragte, der 1887 vom Königlichen Evangelischen Konsistorium genehmigt wurde.

### Baugeschichte
Architekt des neugotischen Baus war Theophil Frey. Das Kirchengebäude wurde zunächst unverputzt ab 1890 gebaut und am 19. Oktober 1893 eingeweiht. Dabei waren König Wilhelm II. und seine Gattin Charlotte zugegen. Ursprünglich sollte die Kirche an der Lindauer Straße gebaut werden, doch sie wurde in einem damals noch weitgehend unbebauten Gebiet zwischen Bahnhof und Stadtmitte errichtet.
Auf der anderen Seite des Weges zwischen Bahnhof und Stadt wurde 1907/08 das Pfarrhaus errichtet, an das sich seit 1979/80 das Gemeindehaus als Anbau anschließt. 1913 wurde die Kirche erstmals saniert und dabei ein kleiner Vorbau angebracht. Seit 1920 ist der Chorbogen komplett mit einem (1951 von ihm selbst überarbeiteten) Gemälde von Rudolf Schäfer verziert; ebenfalls entstandene Gemälde an Seitenflächen wurden später übermalt. Zu ähnlicher Zeit, zwischen 1920 und 1922, erhielt die Kirche wieder Glocken, nachdem die drei Glocken im Ersten Weltkrieg zur Einschmelzung eingezogen worden waren. Eine der Glocken kam zurück, die anderen beiden wurden ersetzt.
Aufgrund der Heimatvertriebenen nach dem Zweiten Weltkrieg lebten nun viermal so viele Evangelische im Bereich der Kirchengemeinde Wangen, nämlich 1600, ungefähr gleich viele lebten noch in von Wangen betreuten Gemeinden. Deshalb wurden 1960–1963 die Kirchen in der Wittwais und Amtzell erbaut.
1971 wurde der Innenraum der Kirche instand gesetzt und eine neue Orgel erbaut. 1993 wurde das Äußere der Kirche saniert, 2010–2011 wurde der Innenraum renoviert.

## Baubeschreibung und Ausstattung
Die evangelische Stadtkirche ist eine kreuzförmige Saalkirche, wobei der Chor nach Nordosten zeigt. Der Turm, welcher keine Turmuhr besitzt, befindet sich über dem Eingangsraum, der von außen über eine Treppe in dem nach außen offenen Vorbau erreicht wird. Ein Seiteneingang ist über eine Rampe zu erreichen und damit barrierefrei.
Die Orgel befindet sich auf der Empore. Der Chorbogen ist mit einem Gemälde Rudolf Schäfers versehen, das unter anderem das Lamm Gottes zeigt. Die hölzerne Kanzel befindet sich, vom Eingang her gesehen, rechts des Chores am Chorbogen.

## Orgel

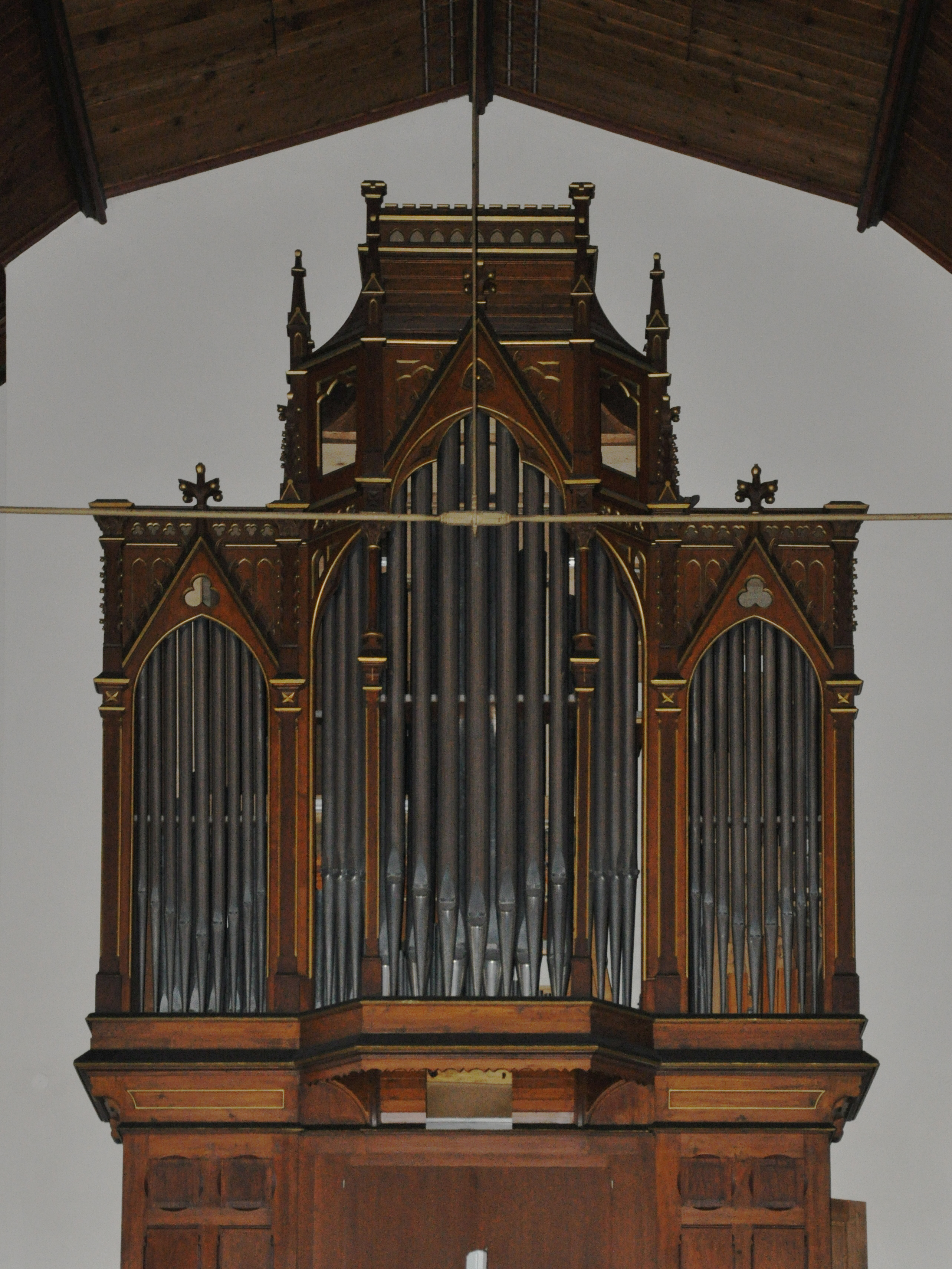
Orgel

1971 wurde eine neue Orgel mit 13 klingenden Registern mit mechanischer Traktur von Weigle in das historische Orgelgehäuse eingebaut. Im Zuge der Innenrenovierung 2010–2011 wurde die Orgel neu intoniert und erweitert. Sie hat folgende Disposition:
| I Hauptwerk C–g3 |                           |        |
| 1.               | Metallflöte               | 08′    |
| 2.               | Oktave                    | 04′    |
| 3.               | Waldflöte                 | 02′    |
| 4.               | Sesquialtera mit Vorabzug |        |
| 5.               | Mixtur III–IV             | 01 ⁄3′ |
|                  | Tremulant                 |        |

| II Schwellwerk C–g3 |            |           |
| 6.                  | Salicional | 08′       |
| 7.                  | Gedackt    | 08′       |
| 8.                  | Spitzflöte | 04′       |
| 9.                  | Prinzipal  | 02′       |
| 10.                 | Larigot II | 01 ⁄3′+1′ |

| Pedal C–f1 |           |     |
| 11.        | Subbass   | 16′ |
| 12.        | Gemshorn  | 08′ |
| 13.        | Hohlflöte | 04′ |

- Koppeln: II/I, I/P, II/P

## Stadtpfarrer
- 1889–1903 (Verweser seit 1888): Karl Fauser
- 1904–1928: Konrad Mack
- 1929–1939: Paul Gaiser
- 1939–1940: Theophil Hauser
- 1940: Fritz Schäfer
- 1941: Theodor Metzger
- 1941–1947: Karl Wurster
- 1949–1951: Max Duncker
- 1952–1968: Alfred Finckh
- 1968–1984: Rudolf Bögel
- 1985–1994: Gerhard Schaz
- 1994–1998: Alfred Gronbach
- 1998–2011: Jakob Betz
- 2012–2022: Martin Sauer
- seit 2022: Elisabeth Jooß